# Дорошенко Зиновій Гнатович

Дорошенко Зиновій Гнатович (1914-2003). Громадський та партійний діяч, педагог, мемуарист

## Біографія
Народився у селі  Дитятки на Київщині в родині багатих селян з козацького роду Дорошенків. Батько - Гнат Дорошенко, мати - Софія Піщанська. Навчався у Ленінградському артилерійському училищі з 1938 року. Брав участь у Радянсько-фінській війні. З 1941 року брав участь у воєнних діях Другої світової війни. Обороняв Саратов. Війну завершив в Угорщині. Після війни був направлений у місто Дрогобич, на заході України. 
Після війни закінчив Дрогобицький педагогічний інститут та займав посади директора у декількох школах області (пізніше району). До 1990 року вчителював.